# Семинолски ратови
Семинолски ратови (1817-1842), оружани сукоби између САД и независних домородачких племена на Флориди.

## Ратови
У савезу са шпанским колонијалним властима индијанско племе Семиноли у Флориди успешно се супротставило инвазији САД у току операција 1817. познатим као Први семинолски рат.
У поновним операцијама против Семинола у Флориди, познатима као Други семинолски рат (1836-1842), САД су се немилосрдно обрачунале са њима, уништиле њихова села и присилно их иселиле у резерват западно од реке Мисисипи.